# Hărțăgani, Hunedoara
Hărțăgani este un sat în comuna Băița din județul Hunedoara, Transilvania, România.

## Date geografice
Satul Hărțăgani se află în zona de centru-nord a județului Hunedoara, la 4 km de comuna Băița și la 27 de km de municipiul Deva, într-o zonă pitorească. Ca așezare, satul se întinde de-a lungul a 4 văi, care converg (Racăș, Carpeni, Grelești, Gruieri).

## Date etnografice
Din punct de vedere etnografic, Hărțăgani poartă urmele istoriei sale. La vreme de sărbătoare pot fi ascultate aici colinde străvechi și se poate admira portul popular tradițional. Totodată, case vechi, cu o arhitectură tradițională, pot fi admirate pe oricare din cele 4 văi ale satului.

## Lăcașuri de cult

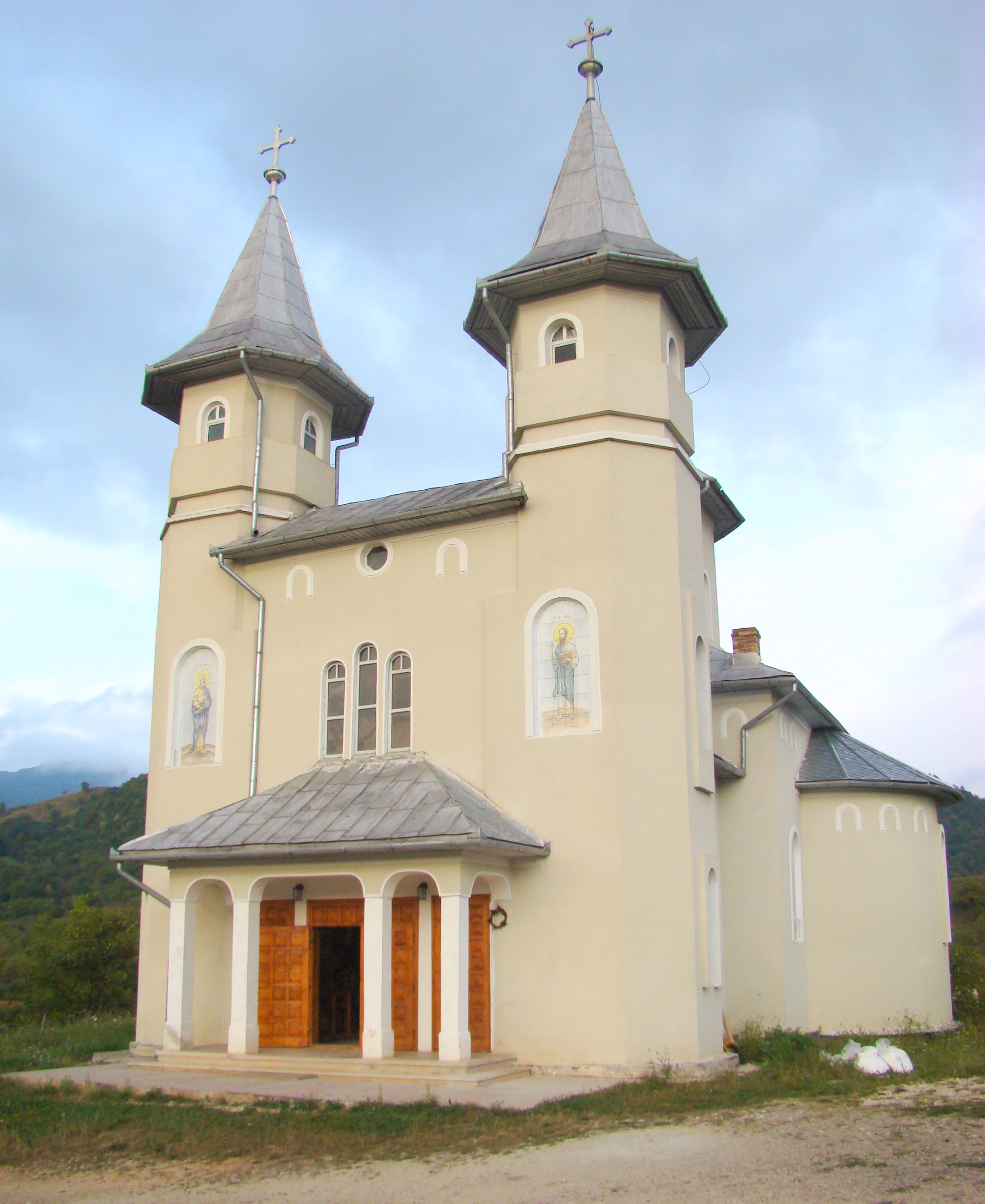
Biserica „Sfinții Apostoli Petru și Pavel”

Biserica nouă a satului Hărțăgani, cu hramul „Sfinții Apostoli Petru și Pavel”, a fost ridicată între anii 1992 și 2007, în timpul păstoririi preotului Petru Popa, după planurile arhitectului Mircea Chirică din Deva. Nucleul edificiului îl constituie nava pătrată, suprapusă de o turlă octogonală, la care sunt racordate atât altarul semicircular decroșat și cele două absidiole laterale, de aceeași formă și de aceleași dimensiuni, cât și pronaosul îngust, precedat de două turnuri-clopotniță suple, ridicate de o parte și de cealaltă a unicei intrări apusene, precedată de un pridvor deschis de zid. La acoperirea lăcașului s-a utilizat, în exclusivitate, tabla. Interiorul (câteva medalioane aghiografice se găsesc și la exteriorul edificiului) a fost împodobit iconografic în perioada 2007-2011.

## Personalități
- Ioan Radu (1866 - 1936), delegat la Marea Adunare Națională de la Alba Iulia  1918, matematician

## Monumente istorice
Biserica de lemn din Hărțăgani

## Galerie de imagini

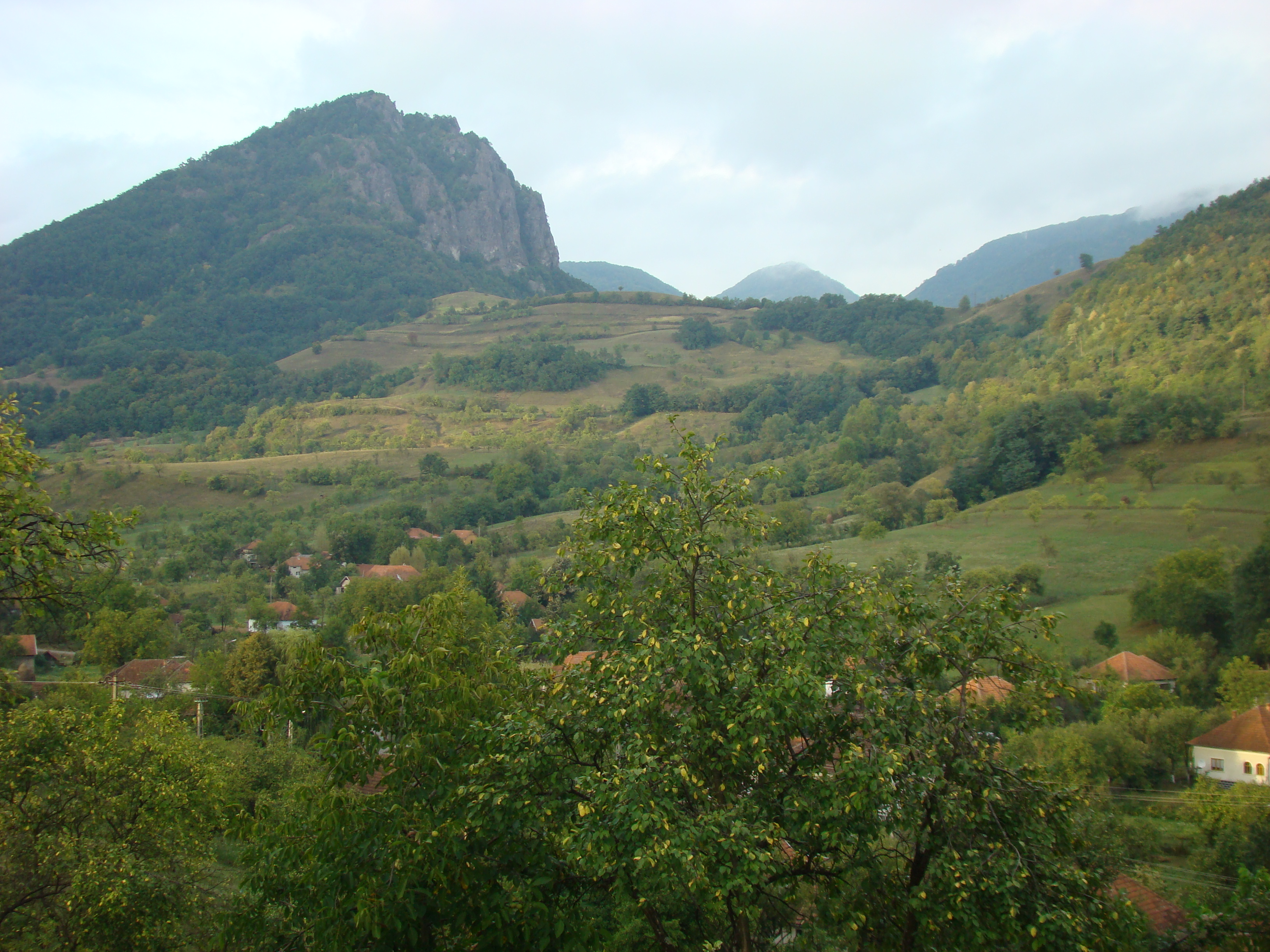
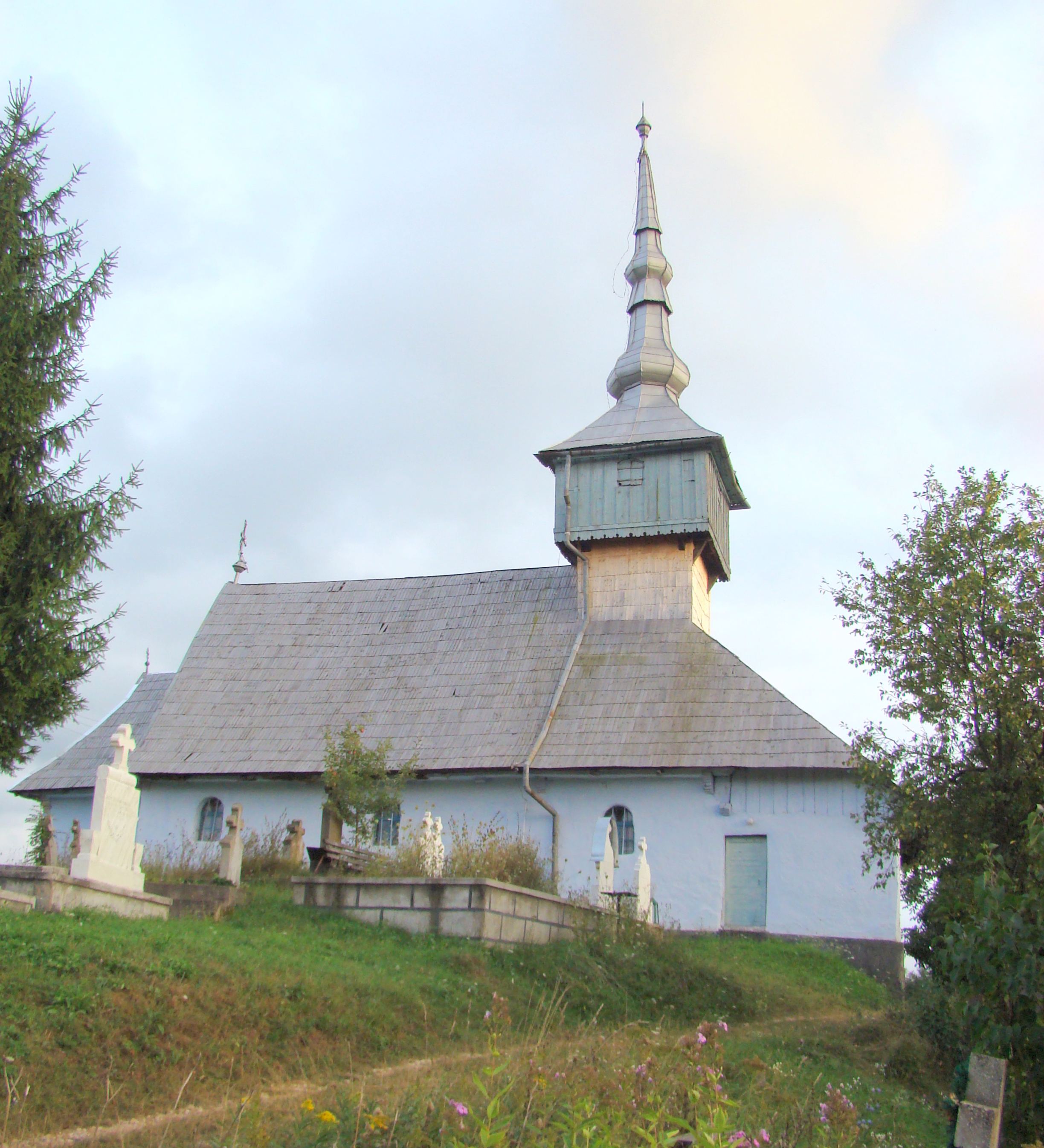
Biserica veche de lemn cu hramul „Buna Vestire”
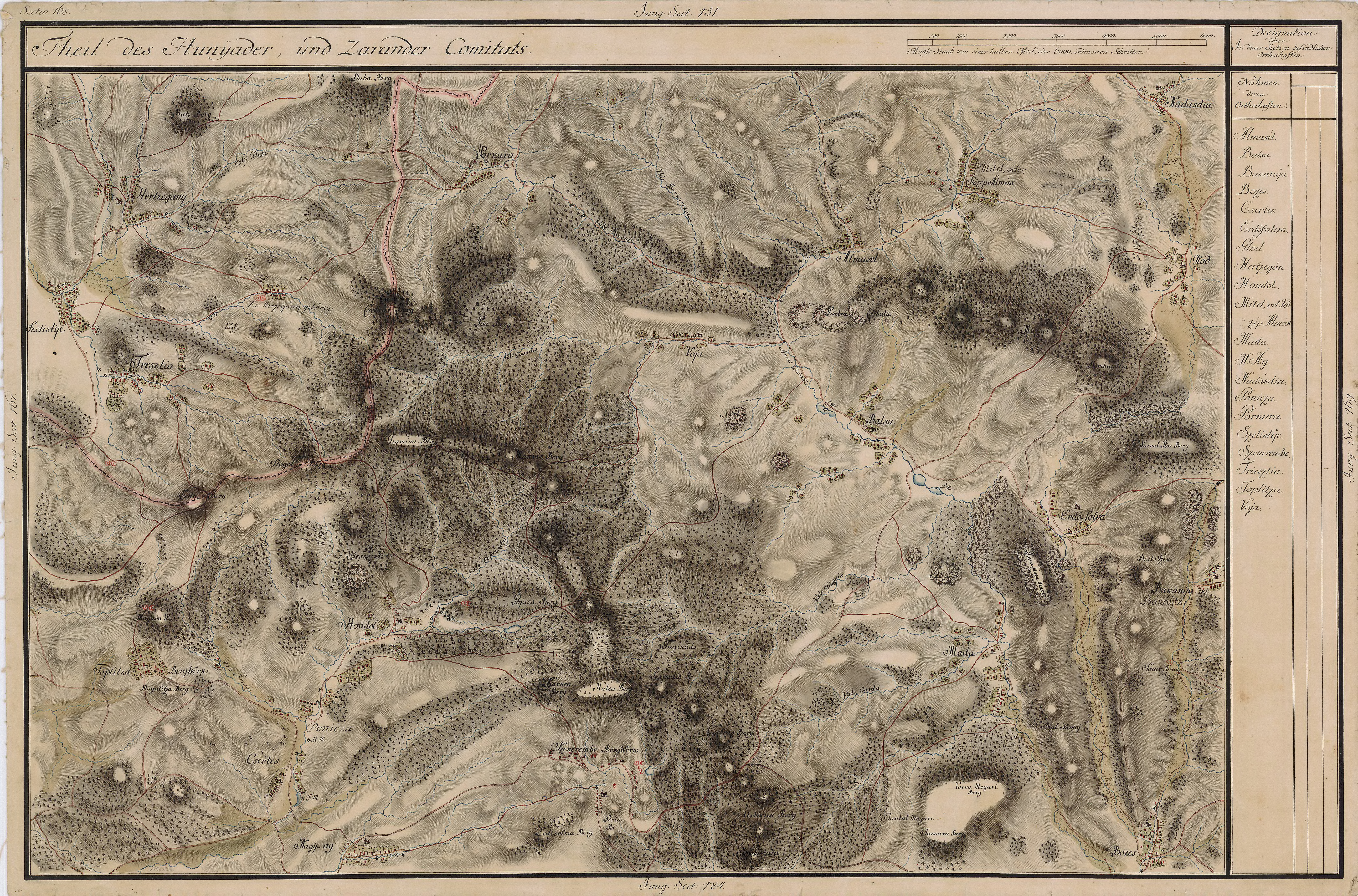
Hărțăgani în Harta Iosefină a Transilvaniei, 1769-1773